# Bitka za Monte Cassino
Na teheranski konferenci (28. november - 1. december 1943) so se zavezniki odločili, da bodo v Italiji izvajali le vojaške akcije skromnega pomena. Večina prizadevanj na zahodni fronti je bila osredotočena na izkrcanje v Normandiji, ki naj bi bila sprva izvedena 1. maja 1944. 
Hitler je Rommla nadomestil s Kesselringom kot vrhovnim poveljnikom sil v jugozahodni Evropi. 
Churchill je prosil Eisenhowerja za novo zavezniško izkrcanje severno od Gustavove linije.  Slednji je sprejel izkrcanje pri Anziu 22. januarja 1944. Izkrcanje je bilo izvedeno vendar ameriški general Lucas, ki je poveljeval izkrcanim četam, v strahu pred pastjo ni nadaljeval z napadom in je raje okrepil svoje položaje. Na gore, ki gledajo na ravnino, kjer so se izkrcali zavezniki, so namestili težko topništvo. 
General Aleksander je večino sil napotil zahodno od Gustavove linije in potem, ko je prepričal Kesselringa, da pripravlja novo izkrcanje pri Civitavecchii, je sprejel načrt, ki ga je predstavil francoski general Alphonse Juin, po katerem naj bi zapustili položaj Monte Cassin, na katerega so zavezniki naletavali kar 5 mesecev; to ofenzivo so s 13 divizijami izvedli 11. maja.
17. maja je bil Monte Cassino zapuščen, zavzetje mest Pontecorvo in Pico pa je zagotovilo popolnoma prehodno pot do Rima. 23. maja je bilo mostišče na Anziu zavzeto. Nemške vojske so bile obkoljene, a ameriški general Clark se je 4. junija raje odločil za zavzetje Rima. 
Nemška vojska je imela čas, da so se vrnile na Gotsko linijo, drugo obrambno linijo na Apeninih. Kesselringu se je uspelo pripraviti na akcijo, zlasti ker je bilo določeno število zavezniških divizij odpeljanih z italijanske fronte, da bi sodelovale v operaciji Anvil, izkrcanju v Provansi. General Kesselring je tako dobil osem novih divizij.

Med bitko za Monte Cassino (januar-maj 1944) je opatija sestavljala del 161 km (100 milj) dolge Gustavove črte, ki je označevala nemško obrambno črto, da bi zadržali napredovanje zaveznikov naprej v Italijo med Drugo svetovno vojno. Raztezala se je od tirenske do jadranske obale in samostan je bil ena ključnih utrdb z nadzorom nad avtocesto 6 ter zaporo poti proti Rimu. 15. februarja 1944 je bila opatija skoraj popolnoma uničena zaradi niza težkih ameriških letalskih bombnih napadov. Bombardiranje so začeli zato, ker so dobivali od pehotnih enot veliko poročil, da Nemci zasedajo samostan; vsi bojevniki na terenu pa so imeli to za ključno opazovalno točko. 
 
Vsekakor pa med bombardiranjem v samostanu ni bilo nobenega Nemca. Poznejša preiskava je nedvomno ugotovila, da je bilo v samostanu ubitih 230 italijanskih civilistov, ki so iskali zatočišče v opatiji. 
 Šele po bombardiranju so samostanske razvaline zasedli nemški padalci (Fallschirmjäger, paratroopers) in jih branili, kajti ruševine so jim omogočale odlično obrambno zavetje. Krepko nadštevilčni Nemci so obdržali položaj vse do 17. maja 1944, ko so odbili štiri  glavne napade od novembra 1943 do maja 1944, ki so jih sestavljali vojaki iz Nove Zelandije, Britanske Indije in poljskega korpusa. Zavezniške sile so presekale črto med 11. In 17. majem. Poljski Podolijanski-Uhlanski polk poljskega II. korpusa, ki mu je poveljeval general Władysław Anders, je izobesil poljsko zastava nad ruševinami 18. maja 1944.   Pot do Rima je bila odprta. 
15. februarja 1944 so torej zavezniške čete, oziroma letalstvo ZDA – bombardirali samostan, ki so ga popolnoma uničili. Ob napadu v samostanu ni bilo vojaštva - umrli pa so tam skriti civili. Nepoškodovana je ostala le kripta z Benediktovim grobom. Tod je divjala torej ena najhujših bitk med zavezniki in nacističnimi osvajalci v Drugi svetovni vojni, v kateri je padlo mnogo vojakov na obeh straneh do maja 1944, ko so hrib zasedli zavezniki. Pretresljivo sliko tega časa nudi tudi spomenik 1111-im poljskim prostovoljcem, ki so - med mnogimi drugimi - tukaj pustili svoja mlada življenja.
Bombe so 1944 uničile večino umetniških zbirk, med drugim tudi dragocene Beuronske freske v kripti. Veliko dragocenih rokopisnih kodeksov so pravočasno rešili. Samostan in cerkev so benediktinci z velikimi napori obnovili; posvetil ga je 1964 Pavel VI..
Med obnavljanjem je samostanska knjižnica gostovala v »Papeški opatiji svetega Hieronima v mestu Rimu« 

## Slikovna galerija
- Galerija slik v zvezi z bitko
- Nacistični vojaki divizije Fallschirm-Panzer-Division Hermann Göring pri prevažanju umetniških dragocenosti z opatom Gregorjem IV.
- Montecassino po bombnem napadu februarja 1944
- Nemški padalci med bitko za Montecassino
- A B-17 leteča trdnjava nad Monte Cassinom 15. februarja 1944
- Letalski pogled na porušeni samostan 1944
- Montecassino danes s poljskim spominskim pokopališčem v ospredju

1. ↑  Mémoires du général Anders, pages 255 sq.
2. ↑  "When I Landed the War Was over", by Hughes Rudd, American Heritage, October/November 1981.
3. ↑  Hapgood & Richardson, p. 211
4. ↑  Atkinson (2007), pp. 432-441
5. ↑  Molony, Brigadier C.J.C.; with Flynn, Captain F.C. (R.N.); Davies, Major-General H.L. & Gleave, Group Captain T.P. (2004) [1st. pub. HMSO:1984]. Vol. VI, p. 133.
6. ↑  »Monte Cassino, Monastery's Website«. OSB.org. Arhivirano iz prvotnega spletišča dne 27. decembra 2013. Pridobljeno 9. marca 2014.
7. ↑   Pontifikalna opatija svetega Hieronima v mestu Rimu: angleško: The Pontifical Abbey of St Jerome-in-the-City; (latinsko: Abbatia Pontificia Sancti Hieronymi in Urbe; italijansko: Pontificia Abbazia di San Girolamo in Urbe je benediktinski samostan v mestu Rimu, ki so ga osnovali, da bi pripravili kritično izdajo Vulgate.
8. ↑  Bloch, Herbert (1986). Monte Cassino in the Middle Ages. Zv. 1. Cambridge, MA: Harvard University Press. str. xix. ISBN 0674586557.